# Mark Lewis Jones
Mark Lewis Jones (Rhosllannerchrugog (Wrexham), 1964) is een Welsh acteur die meestal rollen als politie-inspecteur speelde of speelt, zoals in de Britse politieserie The Commander als naaste medewerker (DCI Doug James) van Commander Claire Blake.
Zijn meest bekende rol was die van Detective Inspector Russel Bing in 55 Degrees North. Hij speelde ook Detective Sergeant Ray Lloyd in Murder Prevention.
In 2018 speelde Jones de rol van Moden Canady in Star Wars: Episode VIII - The Last Jedi.
Zijn rollen als politieman
- Police Constable Terry Gilzean in Between The Lines (1992)
- Detective Inspector Dicky Sutton in Dangerfield (1996)
- Detective Constable Huw Morgan in Lenny Blue (2002)
- Detective Sergeant Ray Lloyd in Murder Prevention (2004)
- Detective Inspector Russel Bing in 55 Degrees North (2004 - 2005)
- Detective Chief Inspector Doug James in The Commander (2007)

Als dokter
- Dr. Lloyd in Paper Mask (1990)
- Dr. James in Little White Lies (2006)

Als legerofficier
- Royal Marine Major Reggie Ingleton in Heroes II: The Return (1992)
- Captain Jonathan Bell in Soldier Soldier (1995)
- King Uther Pendragon in The Mists of Avalon (2001)
- Sergeant Gary Jennings in Redcap (2003)